# Hakaru Hashimoto

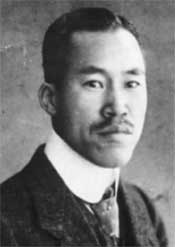
Hakaru Hashimoto

Hakaru Hashimoto (jap. 橋本策, Hashimoto Hakaru; * 5. Mai 1881 in Midai, Nishitsuge, Ahai-gun (heute: Midai, Iga), Präfektur Mie; † 9. Januar 1934) war ein japanischer Pathologe und Chirurg. Er entdeckte die nach ihm benannte Hashimoto-Thyreoiditis (Autoimmunthyreoiditis).

## Ausbildung und Beruf
Hashimoto wurde als der dritte Sohn des Arztes Hashimoto Kennosuke, in einer traditionsreichen Medizinerfamilie geboren. Er wurde besonders von seinem Großvater Gen'i Hashimoto geprägt, der ein berühmter Arzt in der zu Ende gehenden Edo-Zeit war und westliche Operationstechniken an einer der niederländischen Medizinschulen in Japan studiert hatte.
Er war gläubiger Buddhist und Liebhaber des japanischen Theaters. Nach Abschluss der Oberschule Nr. 3 (第三高等学校, Dai san Kōtōgakkō; diese Oberschulen des alten Typs, von denen es nur eine kleine Zahl gab, waren voll auf die Ausbildung einer Elite ausgerichtet) begann Hashimoto 1903 ein Medizinstudium an der Medizinischen Schule Fukuoka. Zu dieser Zeit war diese Schule eine Zweigstelle der Kaiserlichen Universität Kyōto (京都帝国大学福岡医科大学, Kyōto teikokudaigaku Fukuoka ikadaigaku), die seit 1911 die Medizinische Fakultät der Kaiserlichen Universität Kyūshū ist. Nach dem Studienabschluss 1907 war er von 1908 bis 1912 unter Professor Miyake Hayari, einem Pionier der Neurochirurgie, in der chirurgischen Klinik tätig.
In seiner Dissertation mit dem Titel Struma lymphomatosa(Kōjōsen rinpa-setu sho-teki henka ni kansuru kenkyū hōkoku) beschreibt Hashimoto vier histologische Charakteristika der später nach ihm benannten Erkrankung der Schilddrüse:
1. Diffuse lymphozytäre Infiltration,
2. Bildung lymphoider Follikel,
3. Zerstörung epithelialer Zellen,
4. Proliferation von fibrösem Gewebe.

Daraus schloss er, dass es „einen Faktor geben müsse, der die Expansion lymphatischer Zellen stimuliere, dieser aber zum derzeitigen Zeitpunkt noch unbekannt“ sei. Hashimoto veröffentlichte diese Dissertation 1912 in einer deutschen Fachzeitschrift, um sie international bekannt zu machen, und war in seiner Heimat praktisch unbekannt. Im selben Jahr ging er nach Göttingen, wo er sich bei dem Pathologen Eduard Kaufmann mit der Urogenital-Tuberkulose beschäftigte. Aufenthalte in Berlin und London folgten.
Aufgrund des Todes seines Vaters und des beginnenden Ersten Weltkrieges reiste er 1915 über London nach Japan zurück. Nach einem kurzen Aufenthalt an der Kyushu-Universität kehrte er in seine Heimat zurück und übernahm im folgenden Jahr die Landklinik seines Vaters. Der Schwerpunkt seiner Tätigkeit war die Viszeralchirurgie. 1934 verstarb er im Alter von 52 Jahren an Typhus.
Hashimotos Forschungsergebnisse wurden 1922 von Ewing bezweifelt, 1931 von Graham & MacCullagh unterstützt. 1957 machte Hachinen Akita erneut auf den inzwischen fast vergessenen Hashimoto und dessen Verdienst aufmerksam. 1962 folgte eine ähnliche Einordnung auf internationaler Ebene durch Deborah Doniach und Ivan Roitt.
Hashimoto zu Ehren steht in Midai eine Gedenkstele, die Japanische Schilddrüsengesellschaft (日本甲状腺学会, Nihon Kōjōsen Gakkai) führt ihn in ihrem Logo, und eine Straße (橋本通り, Hashimoto-dōri) des medizinischen Campus der Universität Kyūshū wurde nach ihm benannt.